# Pagaran Jae Batu
Pagaran Jae Batu is een bestuurslaag in het regentschap Padang Lawas van de provincie Noord-Sumatra, Indonesië. Pagaran Jae Batu telt 431 inwoners (volkstelling 2010).